# Sverre Kolterud
Sverre Kolterud, född den 15 mars 1908, död 1996, var en norsk utövare av nordisk kombination som tävlade under 1930-talet.
Kolterud deltog i två världsmästerskap och slutade båda gångerna på andra plats, såväl vid VM 1931 och VM 1934. Kolterud deltog även i OS 1932 i Lake Placid och slutade där på en fjärde plats.